# La Saga Aurore

La Saga Aurore (titre original : The Cutler series) est un ensemble de cinq romans écrits par Virginia C. Andrews.
1. Aurore, Flamme, 1992 ((en) Dawn, 1990), trad. Françoise Jamoul  (ISBN 2-277-02152-0)
2. Les Secrets de l'aube, Flamme, 1992 ((en) Secrets of the Morning, 1991), trad. Françoise Jamoul  (ISBN 2-277-02154-7)
3. L'Enfant du crépuscule, Flamme, 1993 ((en) Twilight's Child, 1992), trad. Françoise Jamoul  (ISBN 2-277-02157-1)
4. Les Démons de la nuit, Flamme, 1993 ((en) Midnight Whispers, 1992), trad. Isabelle Tolila et Paul Benita  (ISBN 2-277-02157-1)
5. Avant l'aurore, Flamme, 1994 ((en) Darkest Hour, 1993), trad. Isabelle Tolila  (ISBN 2-277-02160-1)

Les trois premiers volets sont narrés par Aurore, le quatrième est narré par sa fille, Christie, et le dernier est narré par Liliane Booth Cutler (la grand-mère tyrannique d'Aurore). Le dernier volet raconte l'enfance qu'a eue Liliane Cutler et éclaircit certains points du caractère de Liliane.

## Résumé
Cette saga relate les mésaventures d'Aurore.
Aurore
Aurore est une jeune fille qui vit avec ses parents, son frère et sa sœur. En fait Aurore a été "enlevée" alors qu'elle avait quelques semaines. Âgée d'un peu plus de quinze ans, elle emménage avec sa famille à Richmond où son père est employé dans une prestigieuse école. Son père fait admettre Aurore et Jimmy à l'école.  Là, les autres se moquent d'eux car ils n'ont pas l'habitude d'être dans un tel luxe. Là-bas, Aurore fait la rencontre de Philip Cutler et de son horrible sœur Clara Sue. Aurore tombe amoureuse de Philip mais c'est un amour dangereux. Sa mère meurt.  Son père, Ormand, est arrêté pour avoir enlevé Aurore bébé et elle retourne chez ses vrais parents hôteliers et parents de Philip ! Elle va voir son ancienne nourrice qui lui dit que c'est sa grand-mère qui l'a donnée à Ormand, prétextant un enlèvement. Pour acheter son silence, sa grand-mère l'envoie dans un conservatoire de chant à New-York. 
James Gary Longchamps (Jimmy)
Jimmy vit avec Aurore, sa sœur et ses parents à Richmond en Virginie. Alors qu'il est âgé de quinze ans, son père trouve un travail d'employé dans une école prestigieuse de Virginie. Mais Jimmy ne se sent pas à sa place et enchaîne les bêtises car les autres élèves se moquent de lui et d'Aurore parce qu'ils sont pauvres. Quand Aurore tombe amoureuse de Philip Cutler, il tente de l'avertir que leur relation est dangereuse; mais elle ne veut rien entendre. Sa mère meurt d'épuisement et, peu après, son père, Ormand est arrêté car il a enlevé Aurore alors qu'elle n'avait que quelques jours. Jimmy est envoyé dans un foyer pour jeune et est rapidement adopté. Cependant, il est maltraité et revient auprès d'Aurore qui vit chez ses vrais parents. Il reste là clandestinement pendant quelques jours mais est découvert et arrêté. Après, il décide de s'engager dans l'armée.